# 寄生機

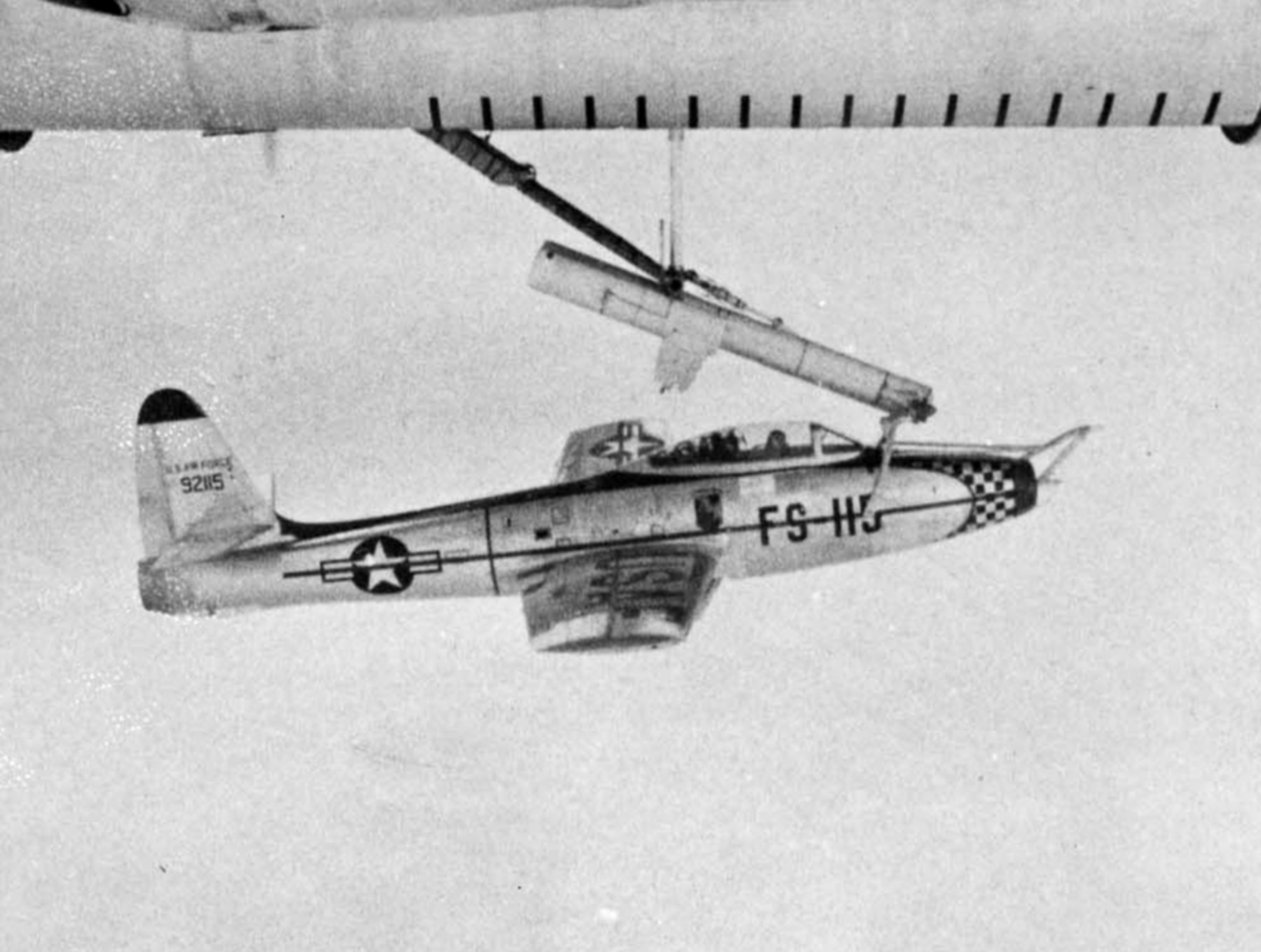
一架掛載在FICON計畫母機的"空中飛人"對接裝置的F-84雷霆式戰鬥機

寄生机（英語：parasite aircraft）是指子母机中，可由母機攜帶至高空並於空中起飛的子機（或稱搭載機），以協助母機進行任務為主要目的。部份的子母機沒辦法在飛行時執行回收。
大英帝國是第一個成功將寄生機飛行於空中的國家，在西元1916年，一架布利斯托偵查機（英語：Bristol scout），成功由費利克斯托·波特愛人型（英語：Felixstowe porte baby）飛行艇上起飛。這個構想也使用在後來的噴射轟炸機，不過因為空對空導彈的使用、空中加油技術的普遍和戰鬥機的航程不斷加長，寄生機和子母機漸漸退出歷史舞台。

## 寄生機

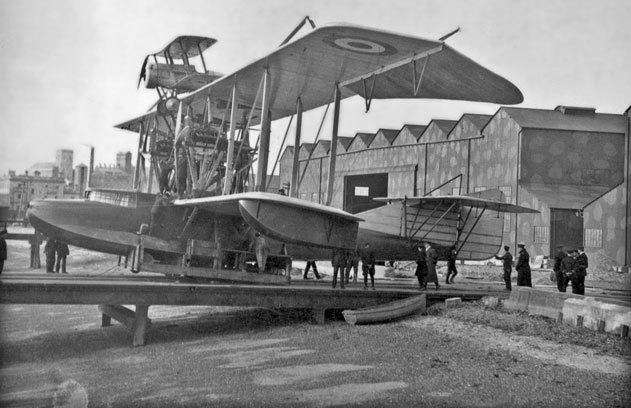
一架愛人型飛行艇和安裝在其上的布利斯托偵查機

直到20世纪中叶，軍方對寄生機和子母機的興趣絲毫不減，被當作寄生機的戰鬥機由轟炸機等大型飛機運送並投入戰場。當母機受到威脅時，在其上的寄生機就會脫離並保護母機。寄生機一直沒有得到顯著的戰果，而且很少被使用在戰場上。寄生機有一個主要的缺點，會減少母機的有效載荷能力。因此，這種類型的設計目的都是為了克服轟炸機和護航戰鬥機之間巨大的航程差距。在空中加油的出現和普遍以後，寄生機就顯得過時了。

### 二十世紀初
西元1915年，內維爾·厄斯本和一名英國軍官，嘗試使用軍方的SS級飛船空運英軍B.E.2C戰鬥機，讓战斗机能迅速達到德軍齊柏林飛艇的高度並節省燃料。在西元1916年2月21進行了第一次的實驗飛行，由於飛船失去壓力以及飛機在4000英尺過早脫離，導致兩名戰鬥機乘組員死亡，此後就沒有再使用小型飛船的進一步嘗試。
西元1916年5月，一組子母機成功在1000英尺(300米)處脫離並成功飛行，使用了布利斯托偵查機以及愛人型飛行艇，前者由皇家空軍飛行中尉M. J. Day駕駛，後者由時任皇家空軍中隊長的約翰·西里爾·波特駕駛。雖然計劃成功了，原意在提供針對齊柏林飛艇的遠程防禦，卻沒有被重視。

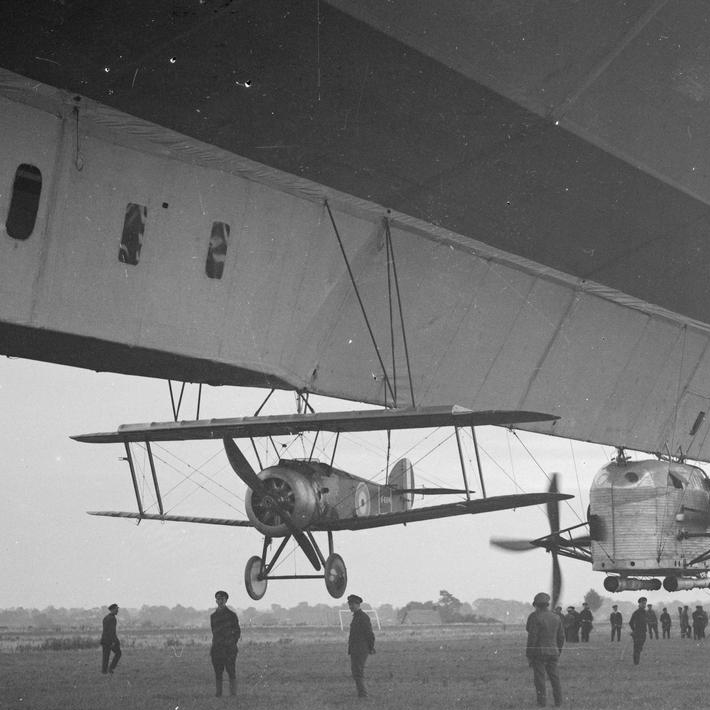
一架位於英國HM Airship 23r飛船下的索普威思 2F.1 駱駝型戰鬥機。

西元1918年，英國皇家空軍嘗試使用了HM Airship 23r攜帶索普威思·駱駝型戰鬥機並於空中起飛。
德国也尝试过這個想法，將一架信天翁D.III 战斗机停在一艘齊柏林飛船的下方，並在空中釋出，目的是使用它們來防禦在北海遭遇過的英軍水上巡邏機隊。雖然在西元1918年1月25日成功過一次試驗飛行，不過就再也沒有後續進展了。
西元1918年12月12日，美國陸軍軍事航空師，在紐約州蒂爾登基地上空2500英尺處，使用美國海軍 C-1級飛艇將一架柯蒂斯JN-4型戰鬥機於空中釋放並飛行，以此來測試使用飛船攜帶戰機的可行性，而該架飛機在同樣高度自由飛行後返回了該基地。當時，飞艇由洛克威海軍航空站飛船飛行官－乔治·康普顿中尉操控，飞机由美國第52航空中隊指揮官－A.W·雷德菲尔德中尉擔任飛行員，第52航空中隊的駐地為紐約長島米尼奧拉的羅斯福航空訓練場。

### 二十世紀20年代
西元1924年，商用的英国皇家飞艇方案設計了一個可攜帶五架戰鬥機的軍用方案，不過這一方案被廢棄。西元1925年，輕型 DH·53型飞机和格洛斯特鷿鷈型飛機首次從R.33型飛船起飛。

### 二十世紀30年代

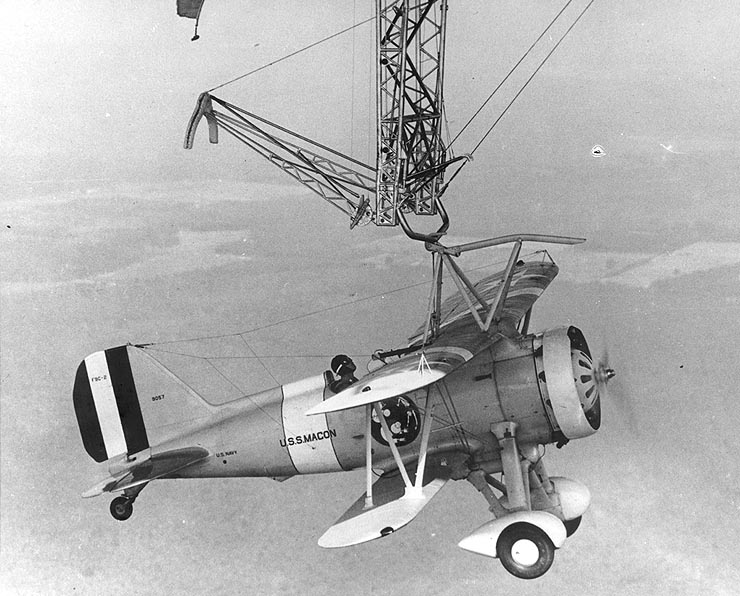
一个經由"天鉤"掛載於USS 梅肯號飛艇的F9C戰鬥機。

1930年，美国海军USS 洛杉矶號飞艇被用来测试空中飞人子母機系统，利用硬性飛艇启动和回收固定翼飞机。试验成功後，飛艇USS 阿克伦城和USS 梅肯號被製造出來，設計具有一個在艇內的機庫。该型飞艇能够携带多达五架用於偵察任務的單座柯蒂斯F9C戰鬥機，或雙座艦隊 N2Y-1型訓練機。西元1934年，配有天鉤(英:Skyhook)的雙座瓦科 UBF XJW-1双翼机配备交付给USS 梅肯號飛艇。
後來，臨時的空中飛人子母機系統自USS 洛杉磯號飛艇上去除，在它的任務中從未携帶過任何飛機。西元1930年，該架飛艇還曾在一個測試任務啟動一架滑翔機並飛越紐澤西的萊克赫斯特。
虽然这些寄生机的行動相当成功，但是在损失這些飛艇(阿克倫城號和麥肯號兩架飛艇分別在西元1933年和1935年墜毀)後，同時也將"空中飛人"子母機系統推向終結。
蘇聯的Zveno計畫是第一個成功使用轰炸机携带寄生機的子母機計畫，該計畫由弗拉迪米尔·瓦科米斯托夫在西元1931年提出。最多可由图波列夫TB-1或图波列夫TB-3轟炸機攜帶五台多種型號的戰鬥機。

### 二十世紀40年代

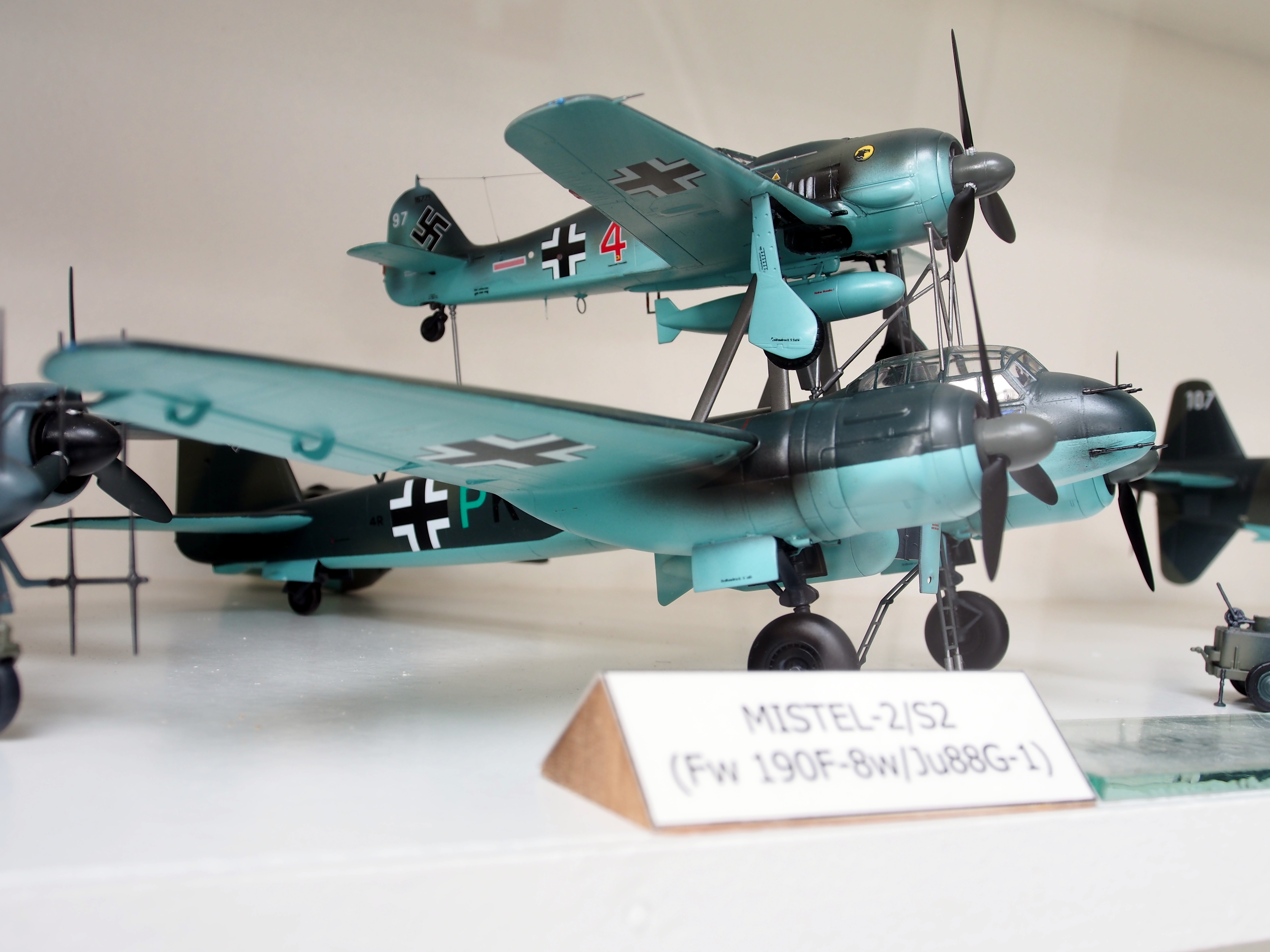
德軍槲寄生子母機

在1941年8月，是子母機唯一出現在戰場上執行作戰任務的黃金時間。由TB-3搭載兩架伊-16俯冲轰炸机組成的三個聯合轟炸小隊(Zveno-SPB)襲擊了羅馬尼亞境內的卡羅一世國王大橋和在康斯坦察的码头。在此之后，他們又對位於扎波罗热第聶伯河上的一座大橋執行戰術轟炸，儘管該座橋被德軍重兵看守著。
后来在第二次世界大战， 德国空军 試验使用梅塞希密特Me328 作为寄生戰鬥機，但其使用的脈衝噴射發動機的問題無法克服。在戰爭後期，一些以寄生機為設計方向、使用火箭推進的戰鬥機，例如阿拉多E.381戰鬥機和So 344戰鬥機都只在試驗階段就胎死腹中。
德軍還有把一架戰鬥機放在上方和一架轟炸機放在下方的槲寄生子母機，這是一種空中攻擊方式，飛行員會坐在戰鬥機裡駕駛整個子母機，首先開動轟炸機飛到目標附近，連接雙方的支柱會被引爆炸毀，然後滿載炸藥的轟炸機繼續飛向目標，飛行員則駕駛戰鬥機飛走。
相比之下，日本帝国能够將横须贺 MXY7櫻花特別攻擊機由一式陸上攻擊機運載到作戰範圍內，進行神風攻擊。然而，因為這些攻擊機搭載了寄生機而使得速度下降，使得他們容易在可以啟動寄生機前就被盟軍防空力量給攔截，導致戰果不佳。

### 二十世紀50年代
在冷战前幾年，美國空军试验了各种寄生戰鬥機來保护B-36轰炸机，包括专门為其設計的 XF-85小鬼式，以及F-84雷霆機，如果寄生機停在母機的炸彈倉，為FICON計畫，如果是附在轰炸机的翼尖，則為汤姆汤姆計畫。其中一個設計是：XF-85與B-36组合，是當要跨越敵方領土進行轟炸或偵查時，由B-36空投XF-85，然後再讓這些被空投的XF-85在敵人領土的另一側，由另一架B-36進行回收。这些設計很快就被放弃了，部分原因是因为空中加油的出现，同時也作为擴大戰鬥機作戰範圍，更加安全的解决方案。

## 无人机母舰
截至2014年，美國國防部國防高等研究计划署，著力於使用大型飛機來啟動和回收无人機的計畫。

## 實例
包括了：
- 一架布利斯托（英语：Bristol scout）偵查機自波特愛人型（英语：Felixstowe Porte Baby）飛行艇起飛，成为第一个寄生机(西元1916)
- 一架信天翁D.III从 L35(LZ80)（英语：List of Zeppelins）齊柏林飛船起飛，成为第一个從飛艇起飛的寄生战斗机(西元1918年1月26日)
- 一架索普威思·骆驼（英语：Sopwith Camel）型從英軍HMA23（英语：HMA 23）飛艇起飛(西元1918年)
- 一架斯佩里信使双翼机自Tc-3（英语：TC-class blimp）和Tc-7飛艇起飛和回收(西元1923)
- 數架DH 53蜂鸟（英语：DH 53 Hummingbird）单翼机(西元1924年)和格洛斯特鷿鷈（英语：Gloster grebe）型戰鬥機自R33（英语：R33 class airship）飛艇起飛和回收 (西元1924)
- 一架滑翔机和一架双翼机自USS 洛杉磯號飛艇起飛和回收(西元1935年)
- MXY-7櫻花攻擊機搭載於一式陸上攻擊機
- S.20和S.21（英语：Short Mayo Composite）子母機用于跨大西洋邮件運送(西元1937)
- 伊-16戰鬥機修改成能攜帶兩顆250炸彈(TsKB-29)的俯冲轰炸机，自Zveno-SPB(連環俯衝轟炸機小隊)的图波列夫TB-3轟炸機起飛和回收，並實現了寄生機的第一次作戰(西元1941年)
- 原先梅塞希密特Me328（英语：Messerschmitt Me 328）护航战斗机的設計是為了能从Do217轟炸機起飛，但由於發動機的問題，該計畫被廢棄。
- 美軍嘗試使用XF-85小鬼式裝備在B-36轟炸機，作為B-36的護航機(西元1948年)
- F-84雷霆機（英语：RF-84K）是FICON計畫（英语：FICON project）中較為成功的設計(西元1952年)

## 相關照片

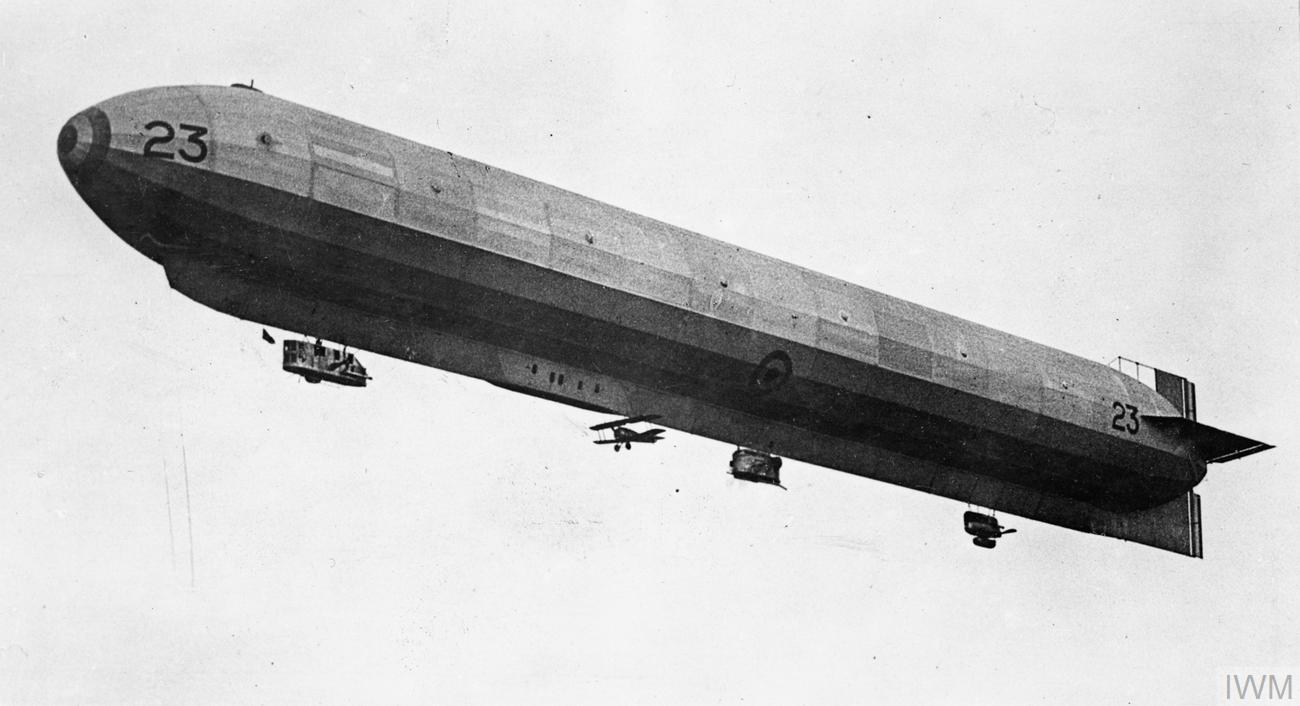
懸掛索普威思駱駝型的HM23r飞艇，攝於西元1918年。
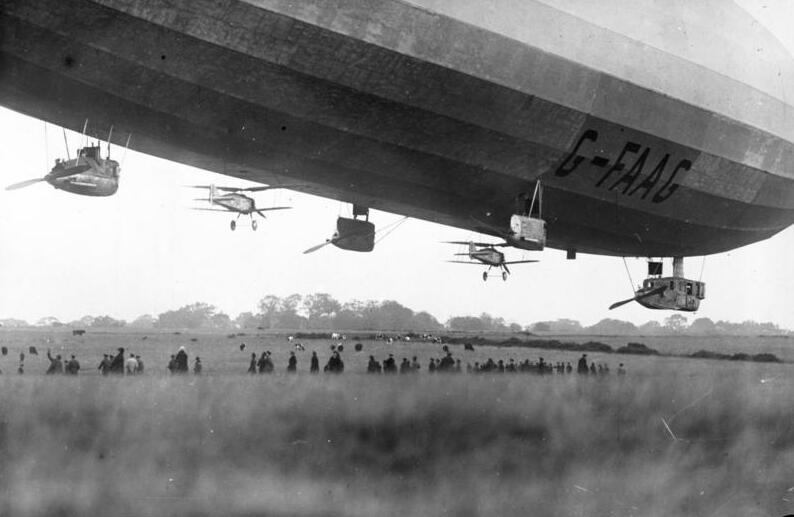
R33飛艇与格洛斯特鷿鷈战斗机，攝於西元1926年。
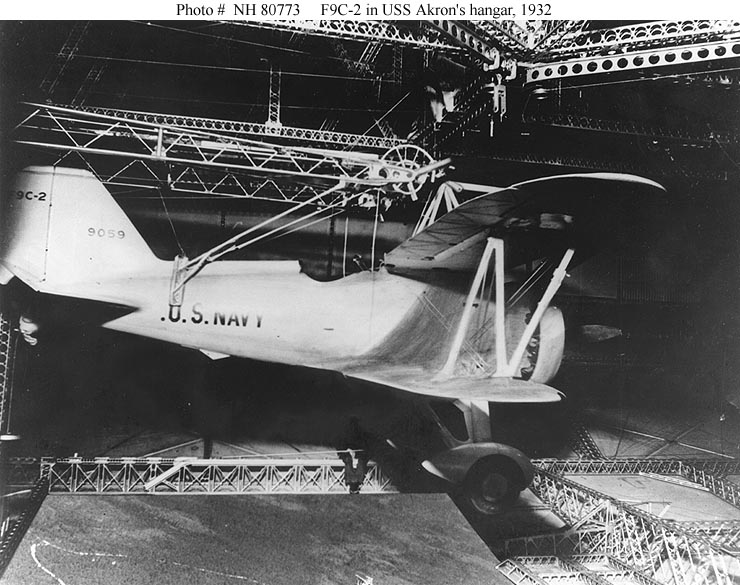
在USS 阿克倫城號飛艇機庫內的F9C戰鬥機。
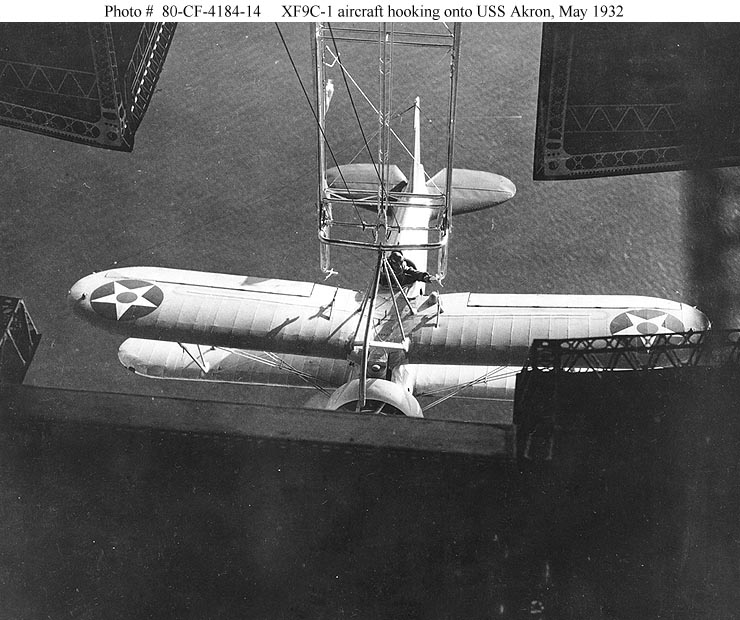
成功利用空中飛人子母機系統懸掛於USS 阿克倫城飛艇的F9C戰鬥機，攝於西元1932年。
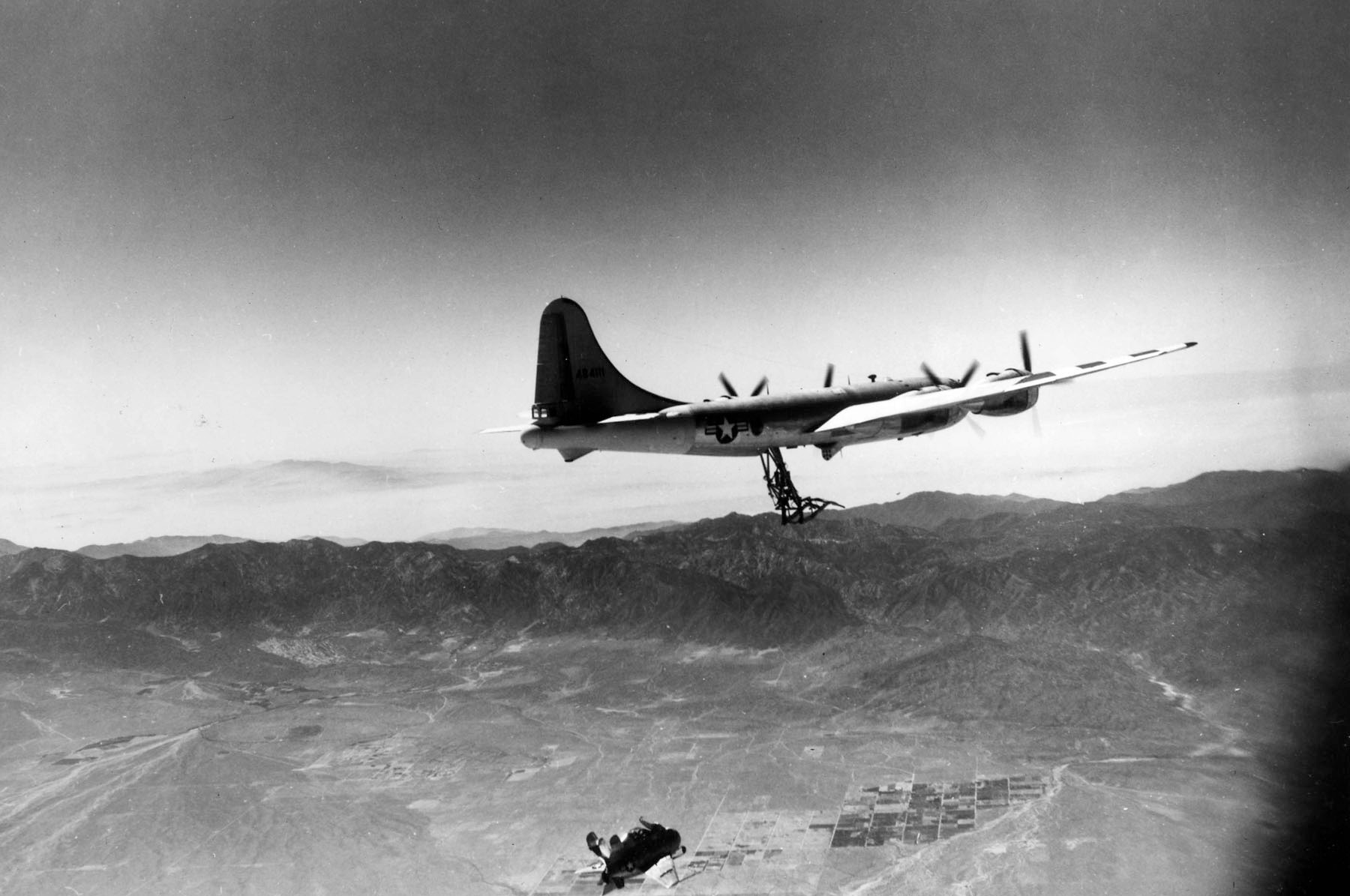
波音EB-29与正在回收XF-85小鬼式戰鬥機。
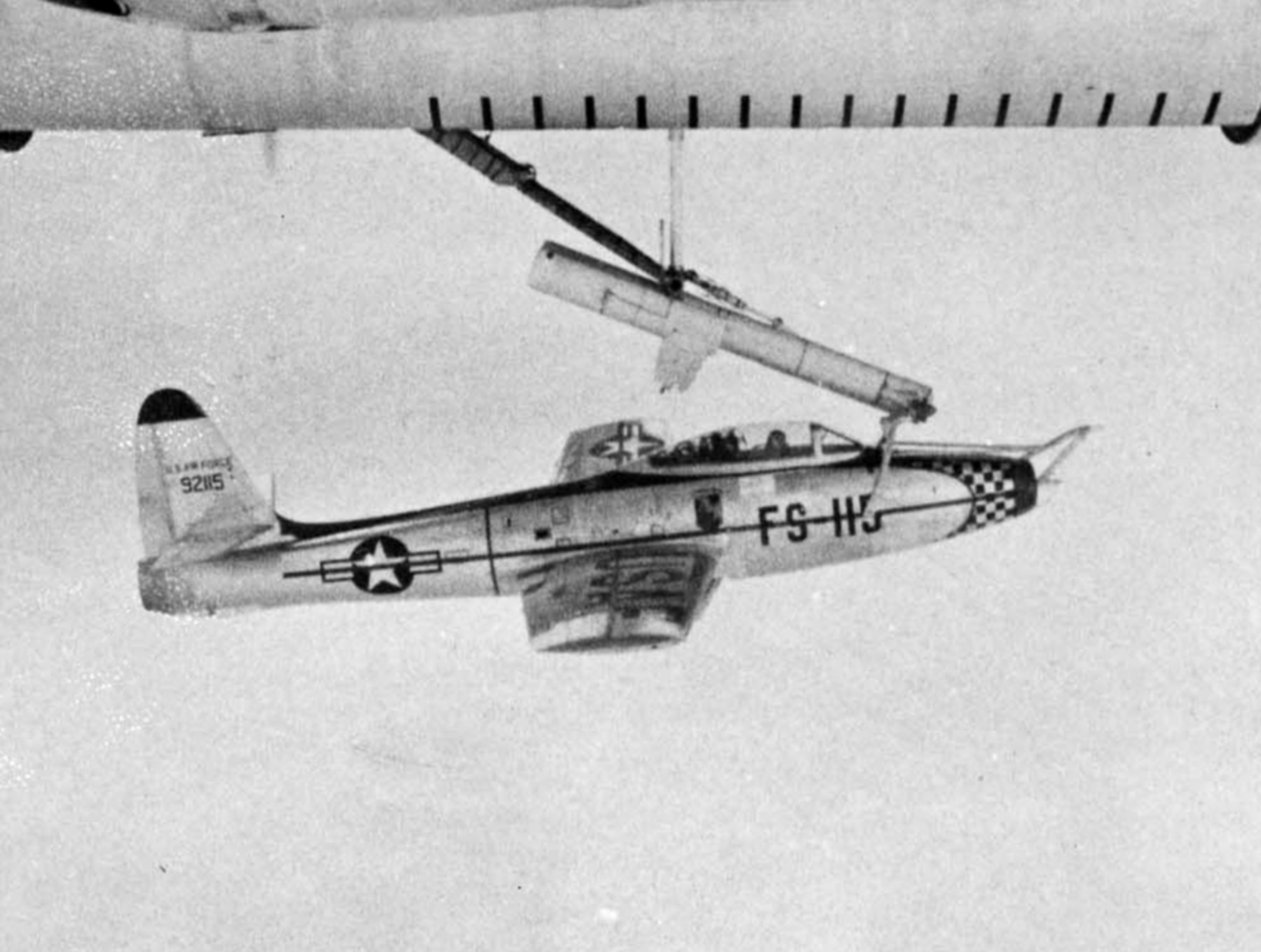
一架F-84E利用FICON計畫的飛人掛勾懸吊在母機外。
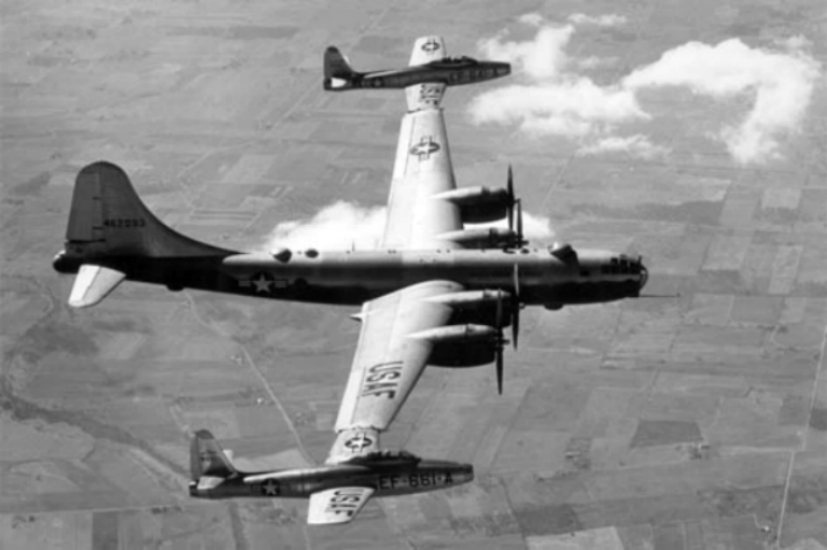
汤姆汤姆計畫：波音B-50，與F-84雷霆機。
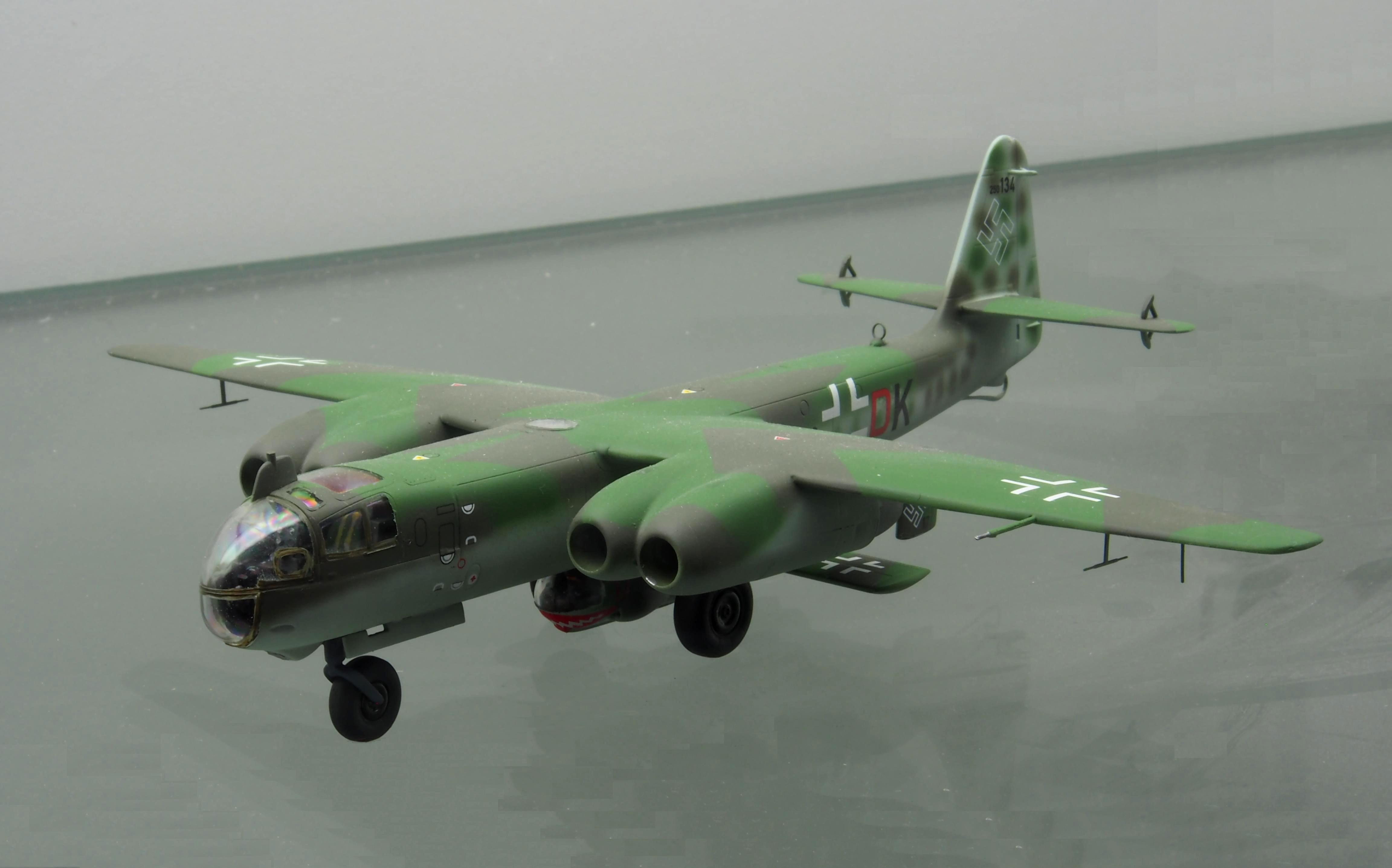
阿拉多Ar234 V21和其搭載的阿拉多E.381戰鬥機模型。

## 延伸阅读
- Hallstead, William F. . Aviation History. 2001, 12 (2): 38–45. ISSN 1076-8858.

## 外部連結
- 二次世界大战前期的俄罗斯寄生战鬥機
- 寄生機的照片
- 最近的一篇旨在提倡寄生機的文章
- 包含XF-85小鬼式和FICON計畫的影片（页面存档备份，存于）
- Goebel, Greg. . August 1, 2011  [2018-07-29]. （原始内容存档于2010-01-15）.